# Catedral de Campo del Ejército Polaco
La Catedral de Campo del Ejército Polaco o simplemente Iglesia de Nuestra Señora Reina de la Corona polaca (en polaco: Katedra Polowa Wojska Polskiego) es la iglesia principal de la guarnición polaca y la catedral representativa de todo el ejército de Polonia. Es la catedral del ordinariato militar del Ejército Polaco.

## Historia
En el siglo XVII, los escolapios obtuvieron un privilegio real sobre una gran parcela al oeste del casco antiguo de Varsovia. El área estaba próxima al centro, pero a la vez ofrecía mucho más espacio que la densamente poblada ciudad. Los monjes fundaron el Collegium Nobilium, una de las escuelas más notables de la época, y predecesora de la Universidad de Varsovia. En 1660 comenzaron la construcción de una nueva iglesia que sirviera a los estudiantes y a los profesores, diseñada probablemente por Constantino Tencalla, un arquitecto italiano activo en la Mancomunidad polaco-lituana en ese tiempo.
En el pasado, la iglesia sirvió a una variedad de comunidades y roles: Solía ser la iglesia del Colegio Nobilium y en el siglo XIX también se convirtió en una iglesia ortodoxa rusa. Actualmente las principales fiestas religiosas militares en Varsovia se llevan a cabo allí.
Se encuentra en la calle Długa 13/15, frente al monumento a los héroes del levantamiento la plaza Krasiński de Varsovia, cerca del casco antiguo de esa ciudad.
Durante el levantamiento de Varsovia de 1944, la catedral fue una de las iglesias con frecuencia atacadas por la Luftwaffe. Pesados combates también se libraron cerca de las ruinas, y la torre occidental conservada se utilizó como punto de observación. Al mismo tiempo se utilizaron los sótanos del monasterio y las criptas debajo de la iglesia como un hospital de campaña provisional. Los restos de la iglesia, junto con el hospital, fueron destruidos por los bombardeos aéreos de la Alemania Nazi el 20 de agosto de 1944.
Después de la guerra, entre 1946 y 1960, la iglesia fue restaurada a su antigua gloria por un equipo de arquitectos dirigido por Leon Marek Suzin.